# Региональная валюта
Региональная, иногда локальная валюта — платёжная и инвестиционная денежная единица, принятая к пользованию внутри какого-либо региона или области и признанная в этом качестве коммунальными, муниципальными либо иными демократически избранными местными властями, а также торгово-промышленными, аграрными, финансовыми, общественными и прочими организациями, а также частными лицами.

## Общие сведения
Для каждой региональной валюты существует ряд типичных признаков:
- Платёжное средство используется только в одном, ограниченном регионе. За его границами использование этих «местных денег» невозможно либо весьма ограничено
- Является лишь дополняющим денежным средством по отношению к официальной валюте в стране (например, к евро, доллару и др.)
- Является конкурирующим субъектом по отношению к другим платёжным средствам — кредитным картам, чекам, бонусам и др.
- Региональная валюта привязана к действующей в стране официальной валюте (например, 1:1 евро), что в случае возрастающей инфляции позволяет более гибко регулировать финансовую политику региона.

Региональная валюта имеет в своей основе реальное денежное обеспечение в виде резервов в официальной валюте. В Германии и Австрии — это обеспечение в евро, в Швейцарии — в швейцарских франках. Эмиссия обеспечивается путём обмена на евро (1:1), гарантирован также и обратный обмен по твёрдому, фиксированному курсу (как правило, это ок. 95 % от стоимости). Курс региональных денег обеспечивается также обязательствами и гарантиями участвующих в их внедрении фирм и производств. При этом местными властями обеспечивается законодательная база для беспрепятственного обращения в регионе этого платёжного средства (через договорные обязательства о признании региональной валюты).
Использование региональных валют имеет как положительные, так и негативные стороны. Их внедрение явно способствует экономическому развитию и стабилизации региона, так как прибыль, вырученная в этих деньгах, не вывозится за пределы региона, а остаётся в его пределах, что способствует в том числе и созданию новых рабочих мест. Самым значительным негативным качеством местных валют является то, что с их помощью невозможно оплачивать импортные поставки, разве что путём проведения нескольких обменных трансвалютных операций.
В настоящее время различные региональные валюты используются в США (Итакский час и подобные ему системы), Канаде, Австралии, Великобритании, Германии, Австрии, Швейцарии, Южной Африке, Кении, Бразилии, Аргентине, Японии, Малайзии, Индонезии, Гонконге, Бельгии, Дании, Франции (окситан, абей, эуско), Греции, Нидерландах, Испании, Италии и в других странах.
В России в последние десятилетия были в обращении Рубль Шпицбергена (рубль «Арктикугля»), Татарстанские купоны, Татарстанские социальные чеки, Татарстанские жетоны («хлебный», «коммунальный», «бензиновый»), Кубанский талон, Хакасский рубль, суррогатные деньги Карелии, а также были попытки выпуска Уральских франков, Немцовок, Чеченского нахара (не считая сувениров Рубль Татарстана и др.). Свои платежные средства выпускались не только регионами, но и отдельными организациями: к примеру — товарные чеки Уссурийского локомотиворемонтого завода. Значительная часть таких выпусков пришлась на первую треть 90-х годов XX века, в связи с чем в УК РСФСР в 1994 году была добавлена статья 87.1, предусматривавшая лишение свободы на срок от пяти до десяти лет за выпуск региональных денег".

## Галерея

Хакасский рубль (Россия)
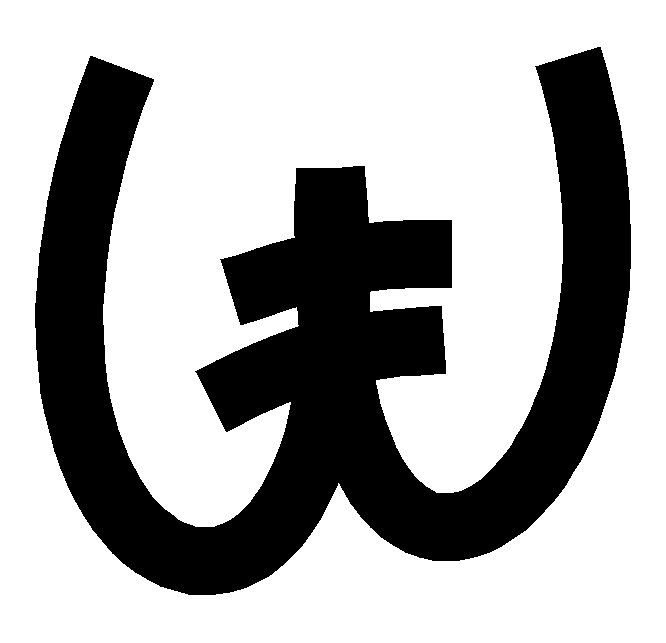
Вальдфиртлер (Австрия)
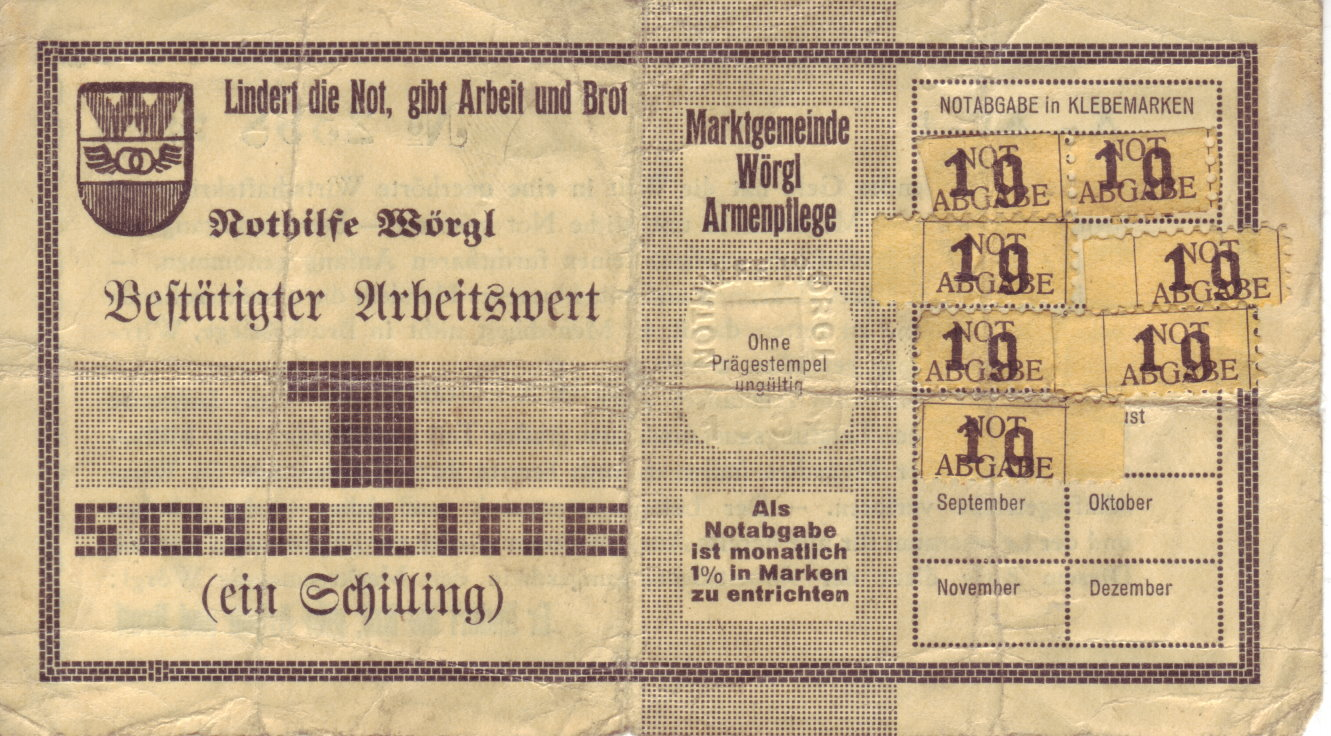
Шиллинг Вёргля, лицевая сторона (Австрия)
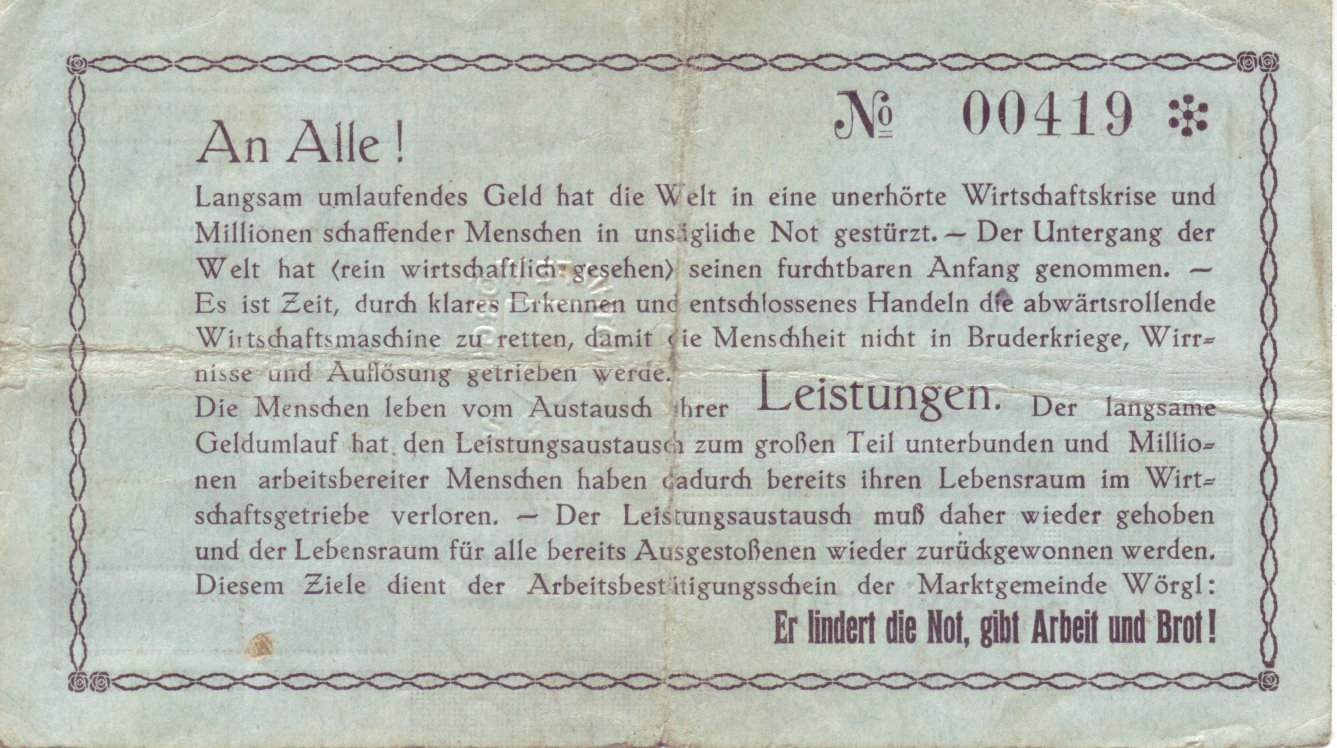
Шиллинг Вёргля, оборотная сторона (Австрия)